# Autoestrada A24
Die Autoestrada A24 oder Auto-Estrada SCUT Inerior Norte ist eine Autobahn in Portugal und Teil der Europastraße 801. Die Autobahn beginnt in Viseu und endet in Vila Verde da Raia.

## Größere Städte an der Autobahn

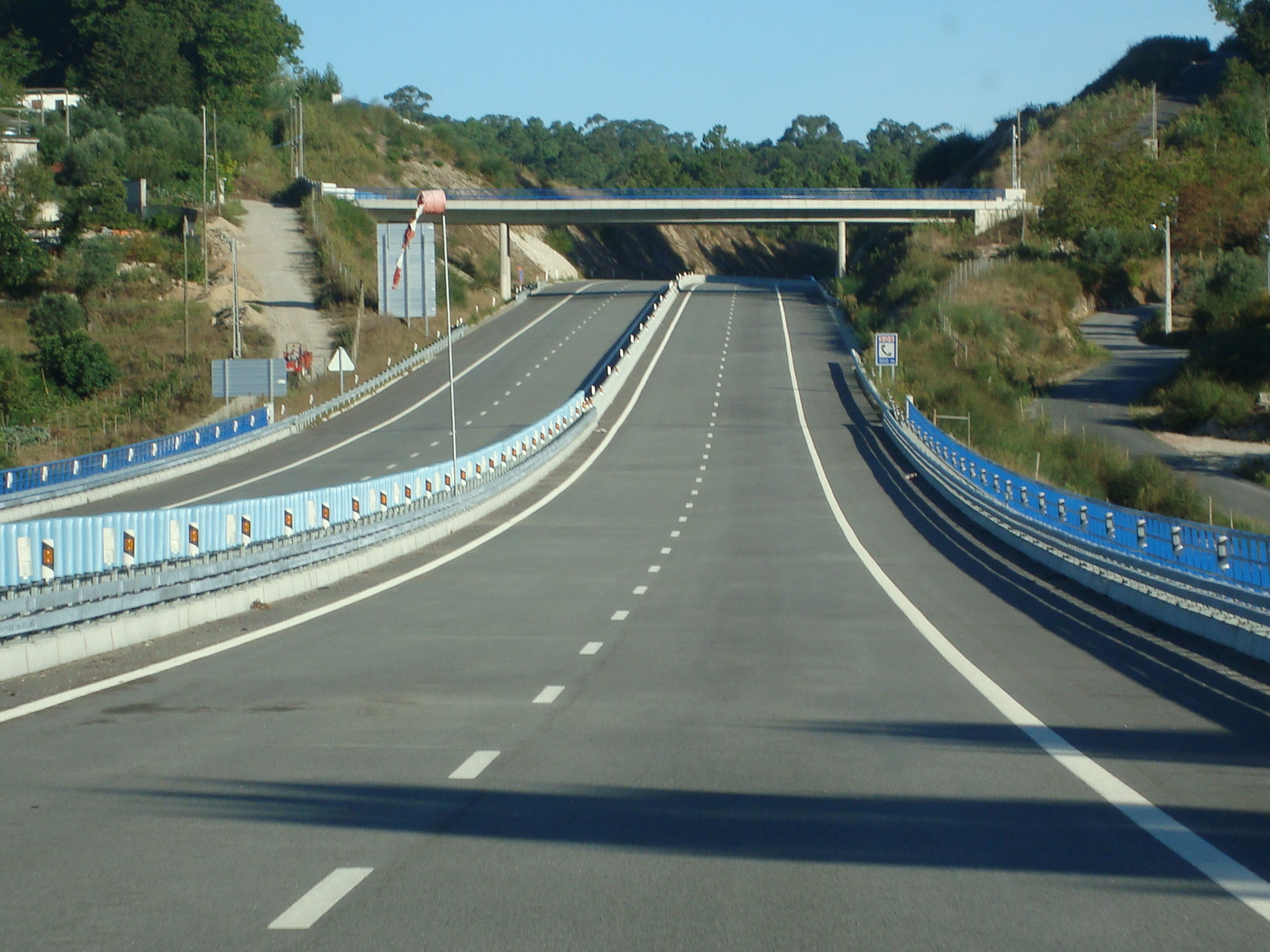
Die A24 in der Nähe von Viseu

- Viseu
- Castro Daire
- Vila Real
- Chaves
- Vila Verde da Raia